# Eysins
Eysins es una comuna suiza del cantón de Vaud, situada en el distrito de Nyon. Limita al norte con la comuna de Signy-Avenex, al este con Nyon, al sur con Crans-près-Céligny, al suroeste con Arnex-sur-Nyon, y oeste con Borex.
La comuna hizo parte hasta el 31 de diciembre de 2007 del círculo de Gingis.